# 麥達維爾錄音棚

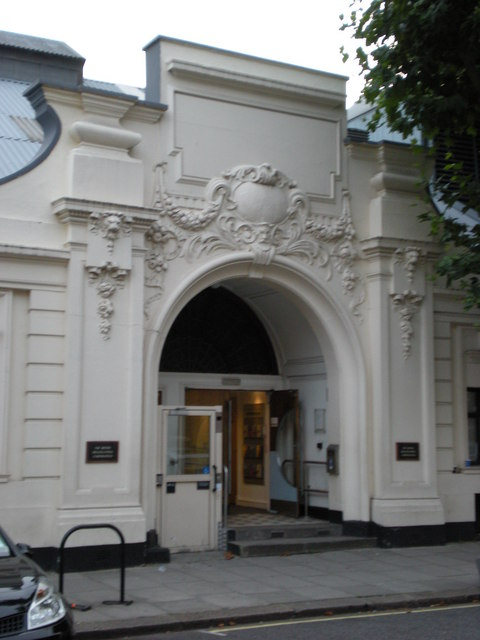

麥達維爾錄音棚（英語：Maida Vale Studios），是英國廣播公司（BBC）的一座錄音棚，位於倫敦麥達維爾。建築物竣工於1909年，最初做為滑輪溜冰俱樂部的溜冰場使用，BBC成立後拆除溜冰場，保留拱門改建為該公司辦公室，二戰期間是BBC新聞的辦公場所。這座錄音棚主要用於古典音樂和流行音樂錄音，以及BBC廣播劇節目。2018年6月，BBC宣布將關閉該錄音棚。2020年5月，此建築被列入II級登錄建築。

## 外部連結
- BBC Radio Resources
- BBC symphony Orchestra
- BBC heritage （页面存档备份，存于）
- Radiophonic workshop Early days （页面存档备份，存于）
- Recordings by the Fall （页面存档备份，存于）
- The Cravats Peel Sessions （页面存档备份，存于）
- The Clash Peel Sessions （页面存档备份，存于）
- BBC Elstree Concert Band （页面存档备份，存于）

51°31′33″N 0°11′25″W / 51.5258°N 0.1904°W